# AT-9 (航空機)
AT-9 ジープ
AT-9A-CU 41-12025号機 (1942年5月9日撮影)
- 用途：練習機
- 分類：高等練習機
- 設計者：カール・W・スコット
- 製造者：カーチス・ライト社[1]
- 運用者

  -  アメリカ合衆国
    -  アメリカ陸軍航空隊
    -  アメリカ空軍
- 初飛行：1941年[1]
- 生産数：792機
- 運用状況：退役

AT-9 ジープ（Curtiss-Wright AT-9 Jeep ）は、カーチス・ライト社が開発し第二次世界大戦中にアメリカ陸軍航空隊で運用された双発高等練習機である。双発軍用機のパイロットの育成のために、単発の初等練習機での訓練を終えた訓練生のための練習機として開発された。
社内では「フレジリング」（Fledgling、ヒナの意味）と命名されたが、陸軍では「ジープ」（Jeep、軽四輪駆動車）と呼ばれた。

## 開発
それまで双発高等練習機として使用されていたAT-17 ボブキャット（セスナ T-50）は安定性が良好すぎたため、より高性能のB-26やP-38のような新型実用双発機に近い離着陸特性をもつ練習機が求められていた。折りしも、カーチス・ライト社では、社内記号CW-25という多発機転換訓練機を開発しており、これが陸軍航空隊の目に留まり、1941年に初飛行し、AT-9として1942年から生産が開始された。

## 設計
機体は、AT-17より小型な機体として設計された。引込脚を備え、操縦席は並列複座。試作機では鋼管フレームに羽布張りの機体であったが、量産機は全金属応力外皮構造となった。エンジンは295馬力のライカミングR-680-9 空冷エンジンの2基搭載した。プロペラは二翅タイプである。コクピットは高い位置に配置され、胴体はその直後から急激に絞り込まれるレイアウトなので星形発動機装備機にもかかわらず、前・側方視界は良好だった。

## 運用
AT-9は1941年予算で491機が発注され、1942年予算ではエンジンを強化し、油圧系統を改善したAT-9Aが300機発注された。AT-9は主にB-25やB-26といった高性能機のパイロットの育成用に使われた。そのために意図的に安定性を減らし、操縦を難しくしていたが、かえってP-38よりも操縦が難しいというパイロットも多かった。さらに複座（通常は操縦訓練生と教官）ゆえに、航法士や無線士といった職種を同時に訓練することができなかった上、アメリカの航空機産業の生産能力が高いため、新型に入れ替える形で後方に下げられた型落ちの爆撃機を転用する余裕もあった事情から、使い勝手の悪いAT-9は訓練飛行隊から引揚げられてしまった。
戦後は地上での整備訓練のために使われたほか、民間にも放出されたが操縦の難しさに加えて用途が限られ、更に機体容積の狭さから人気が出ず、多くの機体は買い手がつかなかった

## 現存機
2機のAT-9が保存されているほか、オハイオ州の国立アメリカ空軍博物館にAT-9Aが1機が展示されている。

## モデル
CW-25
原型機、胴体と主翼は羽布張りである。
AT-9
ライカミングR-680-9エンジンを装備し、全金属応力外皮構造に変更。生産数491機。
AT-9A
ライカミングR-680-13エンジンに換装し、引き込み脚の油圧系統を改善。生産数300機。

## 要目
AT-9
- 乗員: 2名+他2名[1]
- 全長:9.65 m[1]
- 全巾;12.29 m[1]
- 全高 2.99 m[1]
- 自重:2,011 kg[1]
- 全備重量:2,749 kg[1]
- エンジン:ライカミングR-680-9 空冷星型9気筒[1] 離昇出力295馬力 (220 kW)×2

- 最大速度: 317 km/h[1]
- 巡航速度：282 km/h
- 巡航高度：5,791 m
- 航続距離：1,207 km[1]
- 上昇率：10,000ft(3,050m)まで8.6分